# Eskobar
Eskobar är en svensk popgrupp, bildad 1995 i Åkersberga, cirka 3 mil norr om Stockholm. Gruppen består av sångaren Daniel Bellqvist och gitarristen Frederik Zäll, samt av trummisen Joacim "Jocke" Brunnberg. 
Bandet grundades under namnet Fish or Fantasy. Då fanns också sångaren Staffan Atling med i bandet. Han gick i samma skola, Röllingby gymnasium, som resten av bandet och det var där de hittade honom. Han lämnade dock gruppen senare. Den nuvarande sångaren Daniel Bellqvist spelade då bas. Robert Birming på trummor var tidigare med i bandet, men hoppade av hösten 2009.
De har bland annat samarbetat med Heather Nova vilket resulterade i låten Someone New som producerades av Andreas Dahlbäck, Peter Kvint och Simon Nordberg och blev en hit i början av 2000-talet. Med sin fjärde skiva hade de även startat ett eget skivbolag, Gibulshi records.
Deras femte skiva, Death in Athens, släpptes i mars år 2008. Den innehöll tolv låtar, bland annat Hallelujah New World, deras bidrag till Melodifestivalen. Deras framträdande i Melodifestivalen blev inte lyckosamt, och efter detta kom gruppen att ligga mycket lågt under en följd av år.
I november 2014 släppte gruppen nytt material, singeln "Untrap yourself", men endast i nedladdningsbar version. En turné inleddes under vårvintern 2015. Under sommaren 2015 turnerade Eskobar som förband till Roxette på deras XXX - the 30th anniversary world tour. En liveplatta, "Eskobar Live", innehållande tio låtar från denna turné, släpptes under hösten.
I början av 2016 framträdde gruppen i TV4-morgon med nya låtar: You Are My Choice, och To The Rescue. Den 18 mars släpptes CD:n "Magnetic" som är gruppens sjätte fullängds-cd, åtta år efter att den föregående släpptes. Den är inspelad i Sound Habits-studion och producerad av Oscar Harryson. Magnetic fick betyget 7/10 i en tysk musiktidskrift.
Den 28 mars 2017 meddelade gruppen via sin Facebooksida att de har en ny trummis, Joacim "Jocke" Brunnberg. I maj 2017 släpptes låten "Propulsion". I juli 2017 släpptes singeln "Ask yourself". Den 11 september släpptes singeln "The Longest Journey". Två konserter framfördes hösten 2018, den ena i Stockholm, på Vasateatern, den andra i Göteborg, på Stora Teatern, 23 respektive 24 november. Temat för konserterna var gruppens två första skivor, varifrån materialet togs. 
Under våren 2020 avser Eskobar att släppa singlar från det kommande albumet Chapter Two med jämna mellanrum. "When You´re Heroes Fall" blir första singelspår, och den 8 maj släpps "Roller Coaster". Materialet är en hyllning till band som Stone Roses, Oasis, Blur och den indieposcen medlemmarna musikaliskt springer ur. Fredagen den 3 februari 2022 tillkännager bandet att de släppt en ny singel, "Keep Your Guns", inspirerad av filmen "Dead Mans Shoes" från 2004. En helt ny singel släpps den 28 oktober, "Sitting i silence", inför ett kommande CD släpp. 

## Melodifestivalen 2008
Eskobar deltog som joker i Melodifestivalen 2008, med melodin Hallelujah New World. Vid deltävlingen i Linköping den 23 februari 2008 slutade bidraget på åttonde och sista plats. Låten tävlade i den deltävling som hade minst antal tittare och telefonröster, och den fick näst minst antal röster av samtliga bidrag i tävlingen.

## Diskografi
- 'til we're dead (2000)
- There's only now (2001)
- A Thousand Last Chances (2004)
- Eskobar (2006)
- Death in Athens (2008)
- Eskobar The Starligtht ep (2015)
- Eskobar LIVE (2015)
- Magnetic (2016)
- Chapter 2 (2020)